# اختبار التشغيل الذاتي

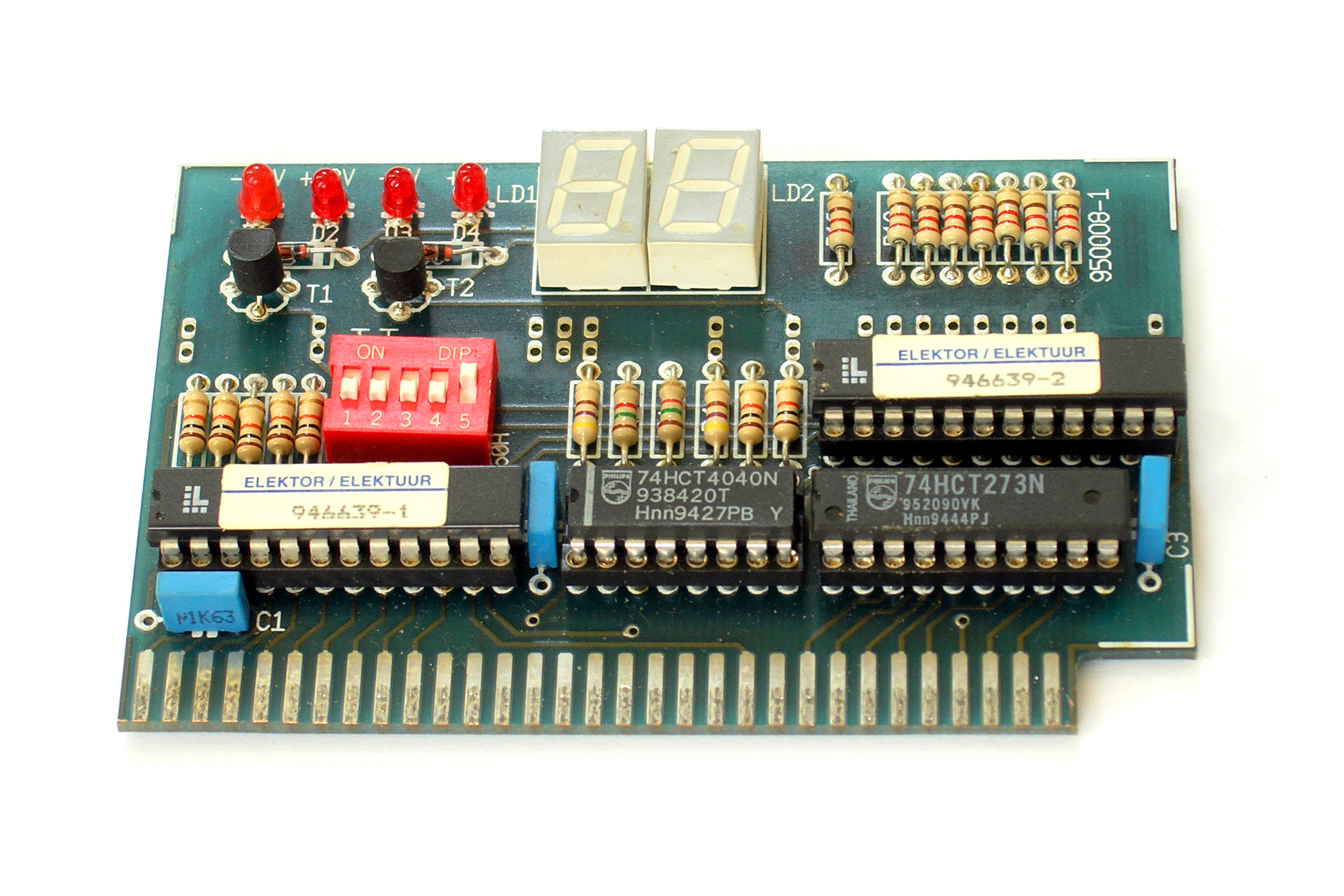
كرت الـ POST الخاص لتوصيلات الـISA

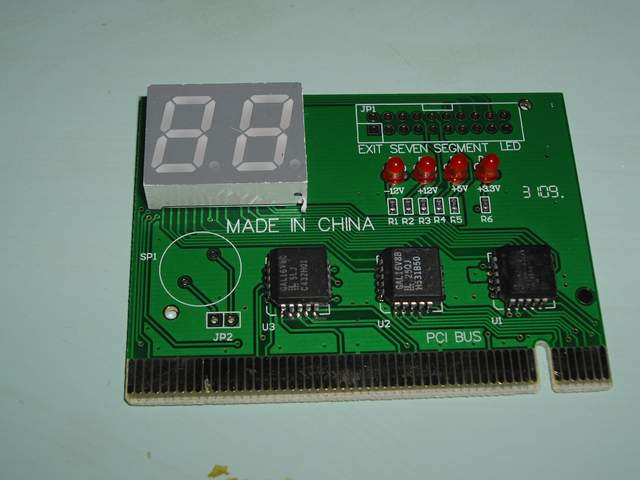
كرت الـ POST الخاص لتوصيلات الـPCI

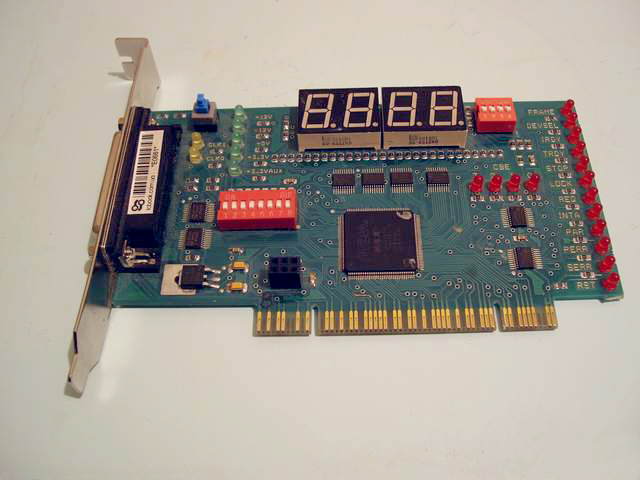
كرت الـ POST الخاص لتوصيلات اPCI

اختبار التشغيل الذاتي (بالإنجليزية: Power On Self Test)‏ ويختصر إلى POST، وهو برنامج يقوم بفحص المكونات المادية ( الدوائر الإلكترونية والشرائح والرقائق ) في الحاسوب، ويبدأ هذا البرنامج عمله مباشرة بعد تشغيل جهاز الحاسب الألي، لذلك نجد هناك بعض الوقت ( تأخير ) بين فترتي تشغيل الجهاز والبدء بتحميل نظام التشغيل، ولا يزال هذا البرنامج موجود إلى يومناهذا .

## البداية
عندما صنعت شركة IBM جهاز الحاسب الشخصي عام 1982 كان يحوي هذا الجهاز داخل شريحة
ROM-BIOS برنامج يقوم بتنفيذ سلسة من الاختيارات على القطع الأساسية داخل الجهاز، ويبدأ هذا البرنامج عمله مباشرة بعد تشغيل الجهاز الحاسب الألي، لذلك نجد فترة التأخير بين تشغيل الجهاز وتحميل نظام التشغيل .وذللك لان كل المشاكل بتحديد.

## أنواع الرسائل التي يقوم برنامج اختبار التشغيل الذاتي بإصدارها
- رسائل صوتية (Beeps): وتعتمد رسائل الخطأ الصوتية على السماعة الداخلية للجهاز وتكون هذه السماعة بحالتين، إما صغيرة مدمجة على اللوحة الأساسية، أو مثبتة على جدار الصندوق الداخلي للحاسب، وليس كل صوت يصدر من الجهاز يعتبر رسالة خطأ، فعندما يعمل الجهاز بشكل طبيعي ويجتاز برنامج الـ POST بنجاح يُصدر الجهاز صوت نغمة Beep قصيرة، وبعض الأجهزة مثل كومباك يصدر منها نغمتين .
- رسائل نصية ، وأحيانا تكون نصية أو رقمية يتم عرضها على الشاشة وبحسب نوع البيوس يتم تفسير هذه الأرقام لمعرفة القطعة المسببة للمشكلة.
- رموز : يرسلها البيوس في بداية اختبار الـ POST إلى عنوان منفذ خرج ودخل خاص (I/O Port) هذه الرموز لايتم عرضها على الشاشة، ولا نستطيع استعراضها إلا بتثبيت كرت خاص يحوي شاشتين رقميتين بأحد شقوق التوسعة ( وأحيانا تكون هذه الشاشة مدمجة على اللوحة الأساسية ) ، وهناك عدة شركات معروفة بتصنيع مثل هذه الكروت، مثل Ultra-X و Trinitech .

عند تثبيت أحد هذه الكروت، سوف تلاحظ خلال عمل برنامج الـ POST عرض أرقام سداسي عشرية مكونة من رقمين، فإذا توقف الجهاز أو تجمد يمكن حينها معرفة سبب المشكلة بواسطة تلك الأرقام .